# Edelmira Sampedro Robato
Edelmira Sampedro Robato, Condessa de Covadonga (Sagua la Grande, 15 de março de 1906 – Miami, 23 de março de 1994) foi a primeira esposa de Afonso, Príncipe das Astúrias, filho primogênito do rei Afonso XIII da Espanha.

## Biografia
Filha do fazendeiro cubano Luciano Sampedro Ocejo e de Edelmira Robato y Turro, nasceu em 15 de março de 1906 na cidade de Sagua la Grande, em Cuba, onde seu pai possuía um engenho de açúcar. Aos 26 anos, estabeleceu-se com a mãe e a irmã na cidade suíça de Lausana para se recuperar de uma leve doença respiratória. Foi então que conheceu Afonso, Príncipe das Astúrias, filho primogênito do rei Afonso XIII da Espanha (na altura exilado), no sanatório de Leysin.
Durante vários meses, ela cuidou do príncipe hemofílico, que logo declarou seu amor por ela e a propôs em casamento, apesar da firme oposição da família real espanhola, e do rei Afonso XIII em particular. O resultado foi a renúncia do príncipe aos seus direitos de sucessão ao trono espanhol e assumiu o título de "Conde de Covadonga", por documento datado de 11 de junho de 1933, dez dias antes do casamento, que ocorreu civilmente em Lausana e religiosamente em Ouchy em 1933, na ausência do ex-rei da Espanha. A mãe do noivo, a ex-rainha Vitória Eugénia de Battenberg, e irmãs, as infantas Beatriz e Maria Cristina, sim, assistiram o casamento.

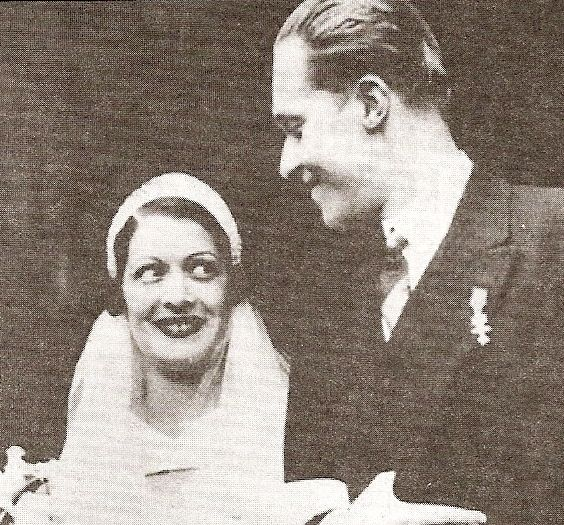
Edelmira e Afonso em seu casamento

O casal enfrentou dificuldades desde o início e, após uma breve estadia em Paris, onde por algum tempo circulou nos círculos sociais mais elevados, Edelmira partiu sozinha para Cuba, deixando para trás o marido, com quem se reconciliou em Nova Iorque. Eles finalmente se estabeleceram em Havana, onde, após inúmeras e contundentes desentendimentos, divorciaram-se em 8 de maio de 1937. Afonso casou-se em segundas núpcias com Marta Esther Rocafort-Altuzarra, também cubana, menos de um mês após o divórcio.
Após a morte de Afonso em 1938, Edelmira não se casou novamente e viveu em Cuba até a Revolução Cubana, emigrando então para os Estados Unidos para se estabelecer em Miami, sem nunca perder o contato com diferentes membros da família real espanhola. Tanto que, quando os restos mortais do ex-marido foram repatriados para a Espanha em 1985, ela se despediu deles no aeroporto de Miami, cidade onde faleceu em 23 de maio de 1994.